# 漢普頓錨地海戰
漢普頓錨地海戰（又称：汉普顿锚地之战，英语也称：Battle of the Monitor and Merrimack或Merrimac）是美國內戰的一次海戰。从海军发展的观点来看，这次海战是美国南北战争最著名和最为重要的海战，是历史上第一次以鋼制成装甲的鐵甲艦之间对决，南方邦聯的維吉尼亞號鐵甲艦和北方聯邦的浅水重炮舰莫尼特號於維吉尼亞附近的漢普頓錨地從1862年3月8至9日进行的战斗。北方联邦的封锁切断了弗吉尼亚州最大城市诺福克和里士满的国际贸易。此次海战是南方邦联为打破封锁而努力的一部分。
雖然鐵甲艦的对决不分勝負，但它對海軍歷史上是十分重大。在之前和以後，雙方幾乎所有的軍艦都主要是由木頭製成的。而在漢普頓錨地海戰以後，裝甲艦已經顯示了自己的優越（如可以承受強大的火力）。

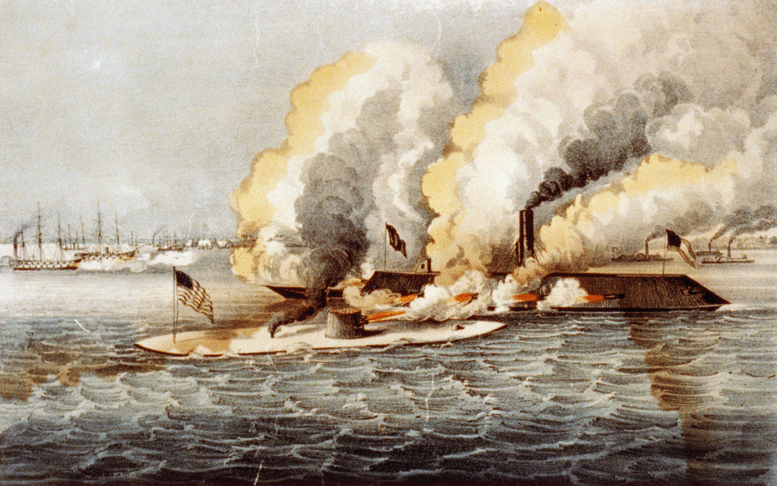
漢普頓錨地海戰、Currier and Ives

## 經過
1862年3月8日海戰開始，巨大但笨重的「維吉尼亞」號鐵甲艦進入漢普頓錨地試圖打破聯邦的封鎖。首先與一英哩遠的「坎伯蘭」號駁火，封鎖就成了一般的戰爭。
後來，「維吉尼亞」號在吃水線下猛烈撞擊「坎伯蘭」號，導致「坎伯蘭」號迅速地下沉。
「維吉尼亞」號轉攻USS Congress。由於看到「坎伯蘭」號的下場，它逃去淺水區，在以後的一小時內雙方不斷駁火，最後它因重創而投降。這時聯邦的砲臺向「維吉尼亞」號開火，於是原被「維吉尼亞」號压制的USS Congress開始用熾熱的燃燒彈反擊，最後USS Congress爆炸下沉。
「維吉尼亞」號雖然大獲勝利，但亦有損壞，因此速度也減慢了，而裝甲板材也鬆開了。即使如此，「維吉尼亞」號仍去攻擊明尼蘇達號蒸汽巡防艦，因為「明尼蘇達」號已經擱淺。但「維吉尼亞」號仍因為進不到沙洲而無法重創「明尼蘇達」號。之后莫尼特號蒸汽炮艦杀出与它一场大战后发现都无法击穿对方装甲。于是各自撤退。